# Александър Методиев
Александър Методиев е български футболист, полузащитник. Роден е на 10 януари 1982 г. в Благоевград, България. Юноша е на „Пирин“ Благоевград. Играл е в ПФК Пирин (Благоевград) от 2000 г. до 2004 г. От 2001 г. до 2002 г. има изиграни 14 мача и вкарани 5 гола. От 2002 г. до 2004 г. 23 изиграни мача със 7 гола. От 2004 г. до 2007 г. играе в ПФК Пирин (Гоце Делчев) като ляв халф – 55 мача и 18 гола. От 2008 г. играе във ФК Места (Хаджидимово), след което в Хебър (Пазарджик). От лятото на 2009 г. играе като централен нападател в гръцкия Акритас и има 33 изиграни мача с 23 гола. 2010 г. и 2011 г. играе отново във ФК Места (Хаджидимово), където има изиграни 30 мача с 11 гола.